# La Main de marbre
La Main de marbre (titre original : Poison in Jest) est le cinquième roman policier de John Dickson Carr et le premier dont l'action se situe aux États-Unis. De type « whodunit », le roman a été publié à New York en septembre 1932, puis en France en février 1939.
Le roman met en scène Jeff Marle, un ami de l'inspecteur Henri Bencolin, héros récurrent des quatre premiers romans policiers de John Dickson Carr mais absent de celui-ci.
Le récit se déroule en 1931 en Pennsylvanie. Après une douzaine d'années passées à l'étranger, Jeff Marle, le narrateur, vient en Pennsylvanie rendre visite à la famille Quayle. Le patriarche, le vieux juge Quayle, déclare voir régulièrement une « main de marbre » le narguer ; le juge dit craindre pour sa vie. Le soir même de l’arrivée de Jeff au manoir, on attente à la vie de Quayle ainsi qu'à celle de son épouse, Mme Quayle. Le docteur Twills, époux de l'une des filles des Quayle, confie à Jeff Marle sa crainte que l'une des personnes de la maisonnée soit un assassin. La nuit suivante, le docteur Twills meurt lui-même d'un empoisonnement. Dans la matinée qui suit, c'est Clarissa, épouse du docteur Twills et l'une des filles du juge, qui est découverte assassinée dans la cave, le crâne fracassé.

## Principaux personnages
- Le narrateur
  - Jeff Marle

- Les victimes
  - Walter Twills : médecin, époux de Clarissa Twills et gendre des époux Quayle. Assassiné par empoisonnement.
  - Clarissa Twills-Quayle : fille des époux Quayle, mariée avec Walter Twills. Assassinée par coup mortel.

- Les enquêteurs
  - Joe Sargent : détective de la police du comté.
  - Docteur Reed : médecin de la famille Quayle et médecin légiste du comté.
  - Patrick Rossiter : détective amateur, amoureux de Virginia Quayle (il n'intervient qu'à partir du chapitre 11).

- La famille Quayle
  - M. Quayle : juge à la retraite.
  - Mme Quayle : son épouse.
  - Matthew (« Matt ») Quayle : fils ainé, avocat, célibataire.
  - Mary Quayle : fille ainée, célibataire.
  - Virginia (« Jinny ») Quayle : fille du couple, amoureuse de Patrick Rossiter.
  - Tom Quayle : fils cadet, il a quitté la famille cinq ans auparavant.

- Autres personnages importants
  - Miss Herries : infirmière de la famille Quayle.
  - Joanna : la bonne de la famille Quayle.

## Résumé
Le roman comporte 18 chapitres, outre un prologue et un épilogue.
Le récit est raconté par Jeff Marle sous la forme d'une autobiographie portant sur les événements dont il a été témoin.

### Mise en place de l'intrigue et premier meurtre
Prologue ; chapitres 1 à 7.
Dans un prologue de quelques pages, Jeff Marle se trouve à Vienne. Il discute avec une personne non identifiée. La discussion porte sur les événements qui vont être narrés et qui ont eu lieu six mois auparavant. La suite de la discussion sera dévoilée en fin de roman dans l'épilogue.
Jeff Marle rentre aux États-Unis après dix ans d'absence. Il rend visite à la famille Quayle avec qui il avait noué des liens amicaux. Il s'aperçoit bientôt qu'il règne une étrange atmosphère dans la vaste demeure du juge Quayle. Quelqu'un prend un plaisir macabre à l'effrayer avec une main de marbre manquant à la statue de Caligula qui trône dans la bibliothèque. Par ailleurs, le plus jeune fils, Tom, devant la sévère autorité de son père, a quitté la famille cinq ans auparavant. On a eu récemment de ses nouvelles : le juge Quayle a refusé de lui verser une somme d'argent que Tom réclamait.
Le soir même de l’arrivée de Jeff, le juge Quayle est victime d'une tentative d'empoisonnement à l'hyoscyamine (le siphon d'eau gazéifiée a été empoisonné) et ne doit son salut qu'à la présence d'esprit de son gendre, le Dr Twills. De même Mme Wuayle est tellement malade qu'elle a pu être empoisonnée à l'arsenic. Bouleversé, le juge confie à Jeff Marle avoir été déçu par ses cinq enfants. Il se déclare convaincu que, à part Tom qui a eu le courage de quitter la maison, tous se sont ligués contre lui pour le faire disparaître.
Jeff Marle et le Dr Twills interrogent les personnes de la maisonnée pour connaître leur emploi du temps durant l’après-midi et en début de soirée. Puis le Dr Twills informe Jeff qu'il a une idée sur l’identité du tueur mais qu'il lui en dira plus le lendemain.
Durant la nuit qui suit, le Dr Twills est empoisonné ; on découvre son cadavre au petit matin.

### Enquête par Joe Sargent
Chapitres 8 à 10.
Jeff Marle est persuadé que le Dr Twills a été empoisonné à l'hyoscyamine. Joe Sargent, l'un des enquêteurs de la police du comté arrive sur les lieux et commence son enquête en la présence de Jeff et du docteur Reed, médecin de la famille.
Clarissa Quayle, l'épouse devenue veuve du Dr Twills, est informée du drame. Sa sœur Virginia affirme avoir aperçu sa mère, la veille au soir, consommer un somnifère.
On retrouve un bout de papier sur lequel Dr Twills avait écrit des mots et phrases incompréhensibles, et qui excluent l'hypothèse du suicide. Sur le papier figure la formule chimique de la morphine.
Miss Herries, l'infirmière, est auditionnée à son tour. Le juge Quayle l'est ensuite ; Jeff constate que l'un des bras du juge est marqué par des trous de piqûres, ce qui donne à penser que le vieil homme se drogue, peut-être à la morphine.

### Enquête par Patrick Rossiter et second meurtre
Chapitres 11 à 16.
La même matinée, vers 11 h du matin, Jeff Marle fait la connaissance de Patrick Rossiter lorsque ce dernier dégringole de l'escalier. Ce dernier est amoureux de Virginia (« Jinny »), la plus jeune des filles du juge Quayle. D'apparence loufoque et excentrique, l'homme se dit détective amateur.
Jeff lui fait un résumé détaillé de ce qui s'est passé depuis la veille au soir.
Sargent continue à auditionner les membres de la maisonnée (sauf Mme Quayle). Il récapitule les emplois des temps des uns et des autres durant les heures charnières de la veille, de 17 h 15 à 18 h 45. Puis Mme Quayle est informée de la mort de son gendre et du fait qu'elle a pu, elle-aussi, faire l'objet d'une tentative d'assassinat qui a échoué (insertion d'arsenic dans son flacon de bromure). Elle est auditionnée comme les autres résidents.
Le docteur Reed donne son avis : selon lui, c'est Clarissa qui a empoisonné son époux. Elle en avait le mobile (hériter de son riche époux qu'elle n'aimait guère) et les moyens (puisqu'elle connaissait ses habitudes quotidiennes).
Alors qu'on cherche le juge Quayle, Jeff le recherche au rez-de-chaussée. Un cri retentit, provenant de la cave. S'y dirigeant, Jeff croise le juge Quayle qui vient justement de la cave. Jeff descend dans la cave et y trouve Clarissa morte, une hachette plantée dans son crâne. Alors que Patrick Rossiter rejoint Jeff dans la cave, tous deux aperçoivent un homme qui les regarde depuis le soupirail extérieur. Les deux hommes sortent de la caves, vont dans le jardin et saisissent l'homme : il s'agit de Tom Quayle qui, parti cinq ans auparavant, vient de revenir dans la propriété familiale. Répondant aux questions pressantes, Tom répond qu'il est revenu 10 minutes auparavant et que, étant à l'extérieur près du soupirail, il a entendu du bruit. Il s'est penché et a entendu une personne crier. Il a vu la personne recevoir un coup de hachette sur le crâne sans toutefois voir le meurtrier.
Jeff Marle pense in petto que le meurtrier pourrait bien être le vieux juge Quayle.

### Dénouement et révélations finales
Chapitres 17 et 18 ; épilogue.
Patrick Rossiter prend alors les choses en main. Il interroge les uns et les autres, discute l'hypothèse du juge comme étant le double meurtrier. Il évoque aussi l'étrange réapparition de Tom.
Dans le dernier chapitre, Rossiter révèle les tenants et aboutissants de l’affaire. Il commence par la main de marbre blanc que le juge dit avoir aperçu à plusieurs reprises, et notamment encore tout récemment. Il apparaît que Tom, au moment de son départ de la maison cinq ans auparavant, avait mis pour s'amuser cette main de marbre blanc sur un rebord de fenêtre et que le juge Quayle l’avait vu. Dans les années qui ont suivi, cette vision est devenue une névrose obsessionnelle : déjà d'un naturel anxieux, le psychisme du juge a fait revivre cette main de marbre blanc, qui apparaissait comme une hallucination répétée, le juge se sentant inconsciemment coupable du départ de son fils. Cela réactivait aussi une peur archaïque liée à sa petite enfance. Il n'y a donc rien de mystérieux : cette main de marbre blanc était une hallucination récurrente qui ne correspondait à rien de tangible.
Dans la dernière phrase du chapitre final, concernant les meurtres de Walter Twills et de son épouse Clarissa, Rossiter amène les protagonistes devant Mme Quayle, qui a tué son gendre puis sa fille.
Dans un épilogue beaucoup plus long que le prologue, la conversation se poursuit à Vienne entre Jeff Marle et son interlocuteur, qui est Rossiter. Ce dernier lui explique les éléments d'information que lui, Rossiter, avait remarqués et que personne n'avait relevés. Rossiter explique à Jeff les motivations conscientes et inconscientes des deux meurtres commis par Mme Quayle, qui n'avait jamais suspectée de quoi que ce soit. C'était elle qui voulait empoisonner son époux, lui administrant un poison puissant et rapide, alors qu'elle ne s'était administrée que de l’arsenic, poison lent, et ce en faible dose, afin de n'être pas sérieusement intoxiquée ni suspectée. Elle avait empoisonné son époux par haine pour lui en raison du départ de Tom, et Walter Twills pour que sa fille hérite de la succession de son époux. La vieille dame avait caché ses poisons dans la cave, et avait croisé le chemin de Clarissa qui venait de les découvrir. C'est donc encore Mme Quayle qui avait tué sa fille avec la hachette.

## Particularités du roman
Le roman évoque brièvement, au milieu du chapitre 10, la marquise de Brinvilliers, célèbre empoisonneuse française du XVIIe siècle.
Le titre original est emprunté à un passage de l'acte III, scène 2, de la pièce Hamlet de William Shakespeare, quand les comédiens itinérants jouent au château, devant le roi et la reine du Danemark, la scène d'un assassinat à la ciguë. À une question inquiète du roi, Hamlet répond non sans ironie : « No, no, they do but jest, poison in jest. No offence i'th'worth. », qui peut se traduire par « Non, non, ils jouent l'empoisonnement, le poison comme jeu. Aucune offense en ce monde. »

## Éditions
- Éditions originales en anglais
  - (en) John Dickson Carr, Poison in Jest, New York, Harper, 1932 — Édition américaine
  - (en) John Dickson Carr, Poison in Jest, Londres, Hamish Hamilton, 1932 — Édition britannique

- Éditions françaises
  - (fr) John Dickson Carr (auteur) et Jean George (traducteur), La Main de marbre [« Poison in Jest »], Paris, Librairie des Champs-Élysées, coll. « Le Masque no 268 », 1939, 243 p. (BNF 31909879)
  - (fr) John Dickson Carr (auteur) et Jean George (traducteur), La Main de marbre [« Poison in Jest »], « in » J.D. Carr, vol. 7, Paris, Librairie des Champs-Élysées, coll. « Les Intégrales du Masque », 2003, 1438 p. (ISBN 2-7024-3081-3, BNF 39034777)
  - Ce volume omnibus réunit les romans suivants : La Main de marbre, Les Meurtres de Bowstring, La Chambre ardente, Mort dans l'ascenseur, Un coup sur la tabatière, Les Neuf Mauvaises Réponses.

## Source bibliographique
- Roland Lacourbe, John Dickson Carr : scribe du miracle. Inventaire d'une œuvre, Amiens, Encrage, 1997, p. 95.